# Třída Powerful
Třída Powerful byla třída chráněných křižníků první třídy britského královského námořnictva. Po svém dokončení to byly největší křížníky na světě. Jejich stavba byla nákladná a provozní náklady vysoké (mimo jiné kvůli velké posádce). Byly to první čtyřkomínové britské křižníky. Oba po vyřazení z první linie sloužily jako cvičné lodě. Po vyřazení byly sešrotovány.

## Stavba
Objednány jako reakce na velké ruské křižníky Rjurik a Rossija. Celkem byly v letech 1894–1898 postaveny dvě jednotky této třídy. První postavila loděnice Thompson v Clydebanku a druhý loděnice Vickers  Barrow-in-Furness.
Jednotky třídy Powerful:
| Jméno        | Loděnice | Založení kýlu | Spuštěna | Vstup do služby | Poznámka |
| ------------ | -------- | ------------- | -------- | --------------- | --- |
| HMS Powerful | Thompson | 1894          | 1895     | 23. března 1898 | Od roku 1915 vojenský transport a ubytovací loď, od roku 1920 cvičná loď Fisgard III, 1932 prodán do šrotu. |
| HMS Terrible | Vickers  | 1894          | 1895     | 8. června 1897  | Od roku 1912 cvičná loď, od roku pojmenován Impregnable II, 1929 prodán do šrotu.                           |

## Konstrukce

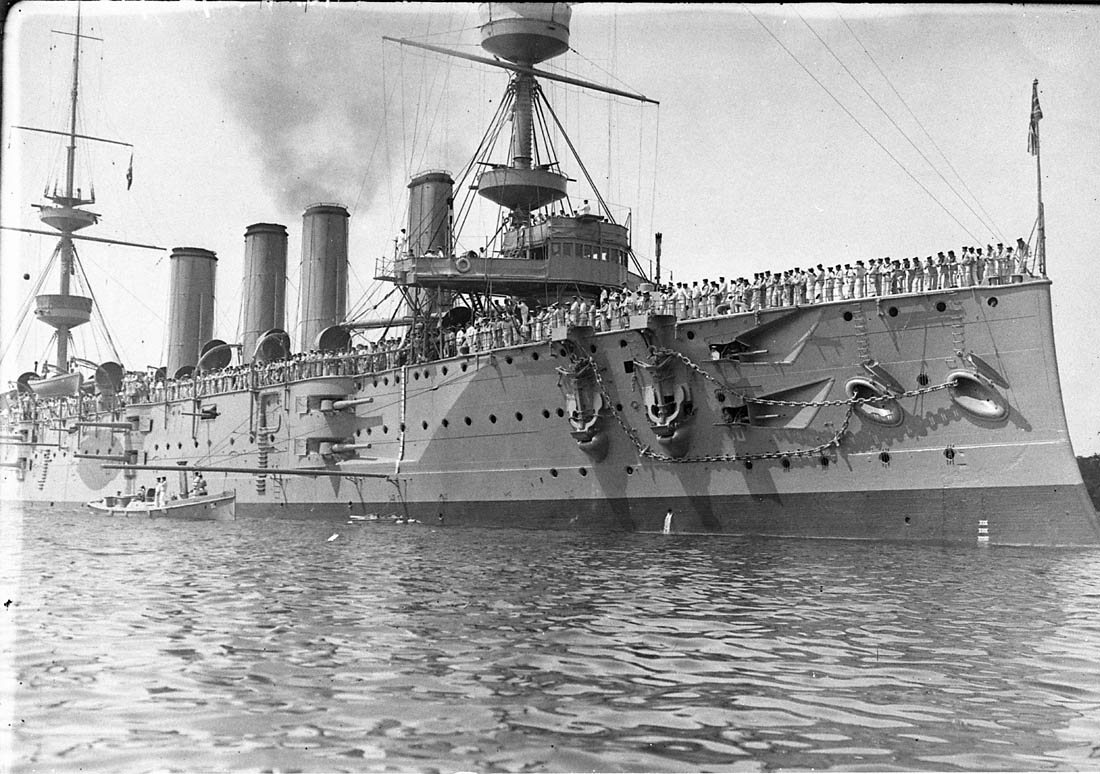
HMS Powerful

Hlavní výzbroj tvořily dva 234mm kanóny, které doplňovalo dvanáct 152mm kanónů v trupových kasematách. Dále nesly šestnáct 76mm kanónů, dvanáct 47mm kanónů a pět 450mm torpédometů. Pohonný systém tvořilo 48 kotlů a dva parní stroje o výkonu 25 000 hp, pohánějící dva lodní šrouby. Nejvyšší rychlost dosahovala 22 uzlů. Dosah byl 7000 námořních mil při rychlosti 14 uzlů.